# Маттіас Закріссон
Маттіас Закріссон (швед. Mattias Zachrisson, 22 серпня 1990) — шведський гандболіст, олімпійський медаліст.

## Виступи на Олімпіадах
| Олімпіада   | Дисципліна | Місце |
| ----------- | ---------- | ----- |
| Лондон 2012 | гандбол    | 2     |